# Greenville (Ohio)
Greenville es una ciudad ubicada en el condado de Darke en el estado estadounidense de Ohio. En el Censo de 2010 tenía una población de 13227 habitantes y una densidad poblacional de 766,01 personas por km².

## Geografía
Greenville se encuentra ubicada en las coordenadas 40°6′17″N 84°37′17″O / 40.10472, -84.62139. Según la Oficina del Censo de los Estados Unidos, Greenville tiene una superficie total de 17.27 km², de la cual 17.1 km² corresponden a tierra firme y (0.94%) 0.16 km² es agua.

## Demografía
Según el censo de 2010, había 13227 personas residiendo en Greenville. La densidad de población era de 766,01 hab./km². De los 13227 habitantes, Greenville estaba compuesto por el 96.73% blancos, el 0.88% eran afroamericanos, el 0.23% eran amerindios, el 0.7% eran asiáticos, el 0.02% eran isleños del Pacífico, el 0.32% eran de otras razas y el 1.11% pertenecían a dos o más razas. Del total de la población el 1.4% eran hispanos o latinos de cualquier raza.